# 三山符箓
三山符箓，即符箓三宗，指道家的三个以符箓为主要法门的流派，包括茅山上清派、阁皂山灵宝派、龙虎山天师道。
北宋绍圣四年（1097年），宋哲宗敕令三派“三山鼎峙，辅化皇图”，表明符箓派三山鼎立的现象在北宋时已经形成；但与此同时，符箓各派间亦存在整合之势，到宋徽宗时，当时的道教领袖、茅山玉晨观主持黄澄向朝廷请求三山混一，获得批准。
南宋以后，龙虎山天师道与朝廷关系紧密，声势和影响力都超越另外两派。宋嘉熙三年（1239年），宋理宗命第三十五代天师张可大提举三山符箓；元成宗大德八年（1304年）授三十八代张天师张与材“正一教主，主领三山符箓”，标志着符箓各派融合形成今日的正一道。